# Gastrinopa xylistis
Gastrinopa xylistis är en fjärilsart som beskrevs av Oswald Beltram Lower 1903. Gastrinopa xylistis ingår i släktet Gastrinopa och familjen mätare. Inga underarter finns listade i Catalogue of Life.